# Nederland op de Olympische Zomerspelen 1964
Nederland nam deel aan de Olympische Zomerspelen 1964 in Tokio, Japan.

## Medailles
| Sport      | Olympiër                                                                | Discipline                      | Medaille |
| ---------- | ----------------------------------------------------------------------- | ------------------------------- | -------- |
| Judo       | Anton Geesink                                                           | open klasse (m)                 | Goud     |
| Wielrennen | Bart Zoet Jan Pieterse Evert Dolman Gerben Karstens                     | 100 km ploegentijdrit (m)       | Goud     |
| Kanoën     | Anton Geurts Paul Hoekstra                                              | K2 1000 m (m)                   | Zilver   |
| Roeien     | Steven Blaisse Ernst Veenemans                                          | twee zonder (m)                 | Zilver   |
| Zwemmen    | Ada Kok                                                                 | 100 m vlinderslag (v)           | Zilver   |
| Zwemmen    | Korrie Winkel Klenie Bimolt Ada Kok Erica Terpstra                      | 4x100 m wisselslag (v)          | Zilver   |
| Wielrennen | Cor Schuuring Henk Cornelisse Gerard Koel Jaap Oudkerk                  | 4000 m ploegenachtervolging (m) | Brons    |
| Roeien     | Jan Just Bos Erik Hartsuiker Herman Rouwé                               | twee met stuurman (m)           | Brons    |
| Roeien     | roeiploeg                                                               | vier met stuurman (m)           | Brons    |
| Zwemmen    | Winnie van Weerdenburg Erica Terpstra Pauline van der Wildt Toos Beumer | 4x100 m vrije slag (v)          | Brons    |

## Overzicht per sport
| Sport       | Deelnemers | Goud | Zilver | Brons | Totaal |
| ----------- | ---------- | ---- | ------ | ----- | ------ |
| Atletiek    | 8          |      |        |       | '      |
| Boksen      | 4          |      |        |       | '      |
| Hockey      | 18         |      |        |       | '      |
| Judo        | 4          | 1    |        |       | 1      |
| Kanovaren   | 5          |      | 1      |       | 1      |
| Roeien      | 17         |      | 1      | 2     | 3      |
| Schietsport | 1          |      |        |       | '      |
| Volleybal   | 12         |      |        |       | '      |
| Waterpolo   | 11         |      |        |       | '      |
| Wielrennen  | 13         | 1    |        | 1     | 2      |
| Zeilen      | 6          |      |        |       | '      |
| Zwemmen     | 26         |      | 2      | 1     | 3      |
| Totaal      | 125        | 2    | 4      | 4     | 10     |

## Resultaten per onderdeel

### Atletiek
| Olympiër             | Discipline       | Resultaat    | Prestatie |
| -------------------- | ---------------- | ------------ | --- |
| Frans Luitjes        | 100m             | serie        | serie C: 10,6 (4e tijd) |
| Frans Luitjes        | 200m             | halve finale | serie E: 21,1 (4e tijd) KF D: 21,4 (4e tijd) HF A: 21,1 (7e tijd)                                                                                                 |
| Kees Koch            | discuswerpen (m) | kwalificatie | kwalificatie: 51,20m, 52,57m, 51,08m |
| Eef Kamerbeek        | tienkamp (m)     | -            | 733 punten, 100m 11,3 728 punten, verspringen 6,56m 753 punten, kogelstoten 14,40m 588 punten, hoogspringen 1,70m 720 punten, 400m 52,0                           |
|                      |                  |              | |
| Joke Bijleveld       | 100m (v)         | serie        | serie D: 12,3 (6e tijd) |
| Joke Bijleveld       | verspringen (v)  | 15e          | kwalificatie: ongeldig, 6,02m finale: 5,77m, 5,88m, 5,93m |
| Tilly van der Zwaard | 400m (v)         | 6e           | serie 1: 54,8 (2e tijd) HF B: 54,1 (3e tijd) finale: 55,2 |
| Janny van Eyck-Vos   | 800m (v)         | halve finale | serie C: 2.09,1 (5e tijd) HF A: 2.05,7 (6e tijd) |
| Gerda Kraan          | 800m (v)         | 7e           | serie B: 2.09,8 (4e tijd) HF B: 2.06,2 (4e tijd) finale: 2.05,8                                                                                                   |
| Lia Hinten           | vijfkamp (v)     | 14e          | 995 punten, 80m horden 11,3 766 punten, kogelstoten 10,72m 780 punten, hoogspringen 1,45m 948 punten, hoogspringen 5,82m 977 punten, 200m 24,5 4466 punten totaal |

### Boksen
| Olympiër     | Discipline                        | Resultaat | Prestatie                                                     |
| ------------ | --------------------------------- | --------- | ------------------------------------------------------------- |
| Wim Gerlach  | halfweltergewicht tot 63,5 kg (m) | 1/16F     | 1/32F: vrijgeloot 1/16F: verloor van Habib Galhia Tunesië 2-3 |
| Jan Huppen   | bantamgewicht tot 54 kg (m)       | 1/16F     | 1/16F: verloor van Louis Johnson Verenigde Staten 0-5         |
| Rudi Lubbers | halfzwaargewicht tot 81 kg (m)    | 1/8F      | 1/16F: vrijgeloot 1/8F: verloor van Cosimo Pinto Italië 0-5   |
| Jan de Rooij | vedergewicht tot 57 kg (m)        | 1/16F     | 1/16F: verloor van Jorma Limmonen Finland                     |

### Hockey
| Olympiër | Discipline | Resultaat | Prestatie |
| --- | ---------- | --------- | --- |
| Joost Boks Arie de Keyzer Francis van 't Hooft John Elffers Charles Coster van Voorhout Jan Piet Fokker Jan van Gooswilligen Frans Fiolet Chris Mijnarends Jaap Leemhuis Erik van Rossem Nico Spits Leendert Krol Jan Veentjer Jaap Voigt Theo Terlingen Theo van Vroonhoven Frank Zweerts | mannen     | 7e        | voorronde 1-1 Nederland - Spanje 5-0 Nederland - Canada 0-1 Nederland - Duits eenheidsteam 4-0 Nederland - België 7-0 Nederland - Hongkong 2-0 Nederland - Maleisië 1-2 Nederland - India om plaats 5 1-3 Nederland - Kenia |

### Judo
| Olympiër        | Discipline | Resultaat   | Prestatie |
| --------------- | ---------- | ----------- | --- |
| Jan Snijders    | -80 kg (m) | voorronde   | voorronde: versloeg Sydney Hoare Groot-Brittannië verloor van Lionel Grossain Frankrijk                                                                              |
| Peter Snijders  | -80 kg (m) | kwartfinale | voorronde: versloeg Pipat Sinhasema Thailand versloeg Thai Thuc Thuan Vietnam KF: verloor van Wolfgang Hofmann Duits eenheidsteam                                    |
| Joop Gouweleeuw | +80 kg     | voorronde   | voorronde versloeg Herbert Niemann Duits eenheidsteam verloor van Ansor Kiknadse Sovjet-Unie                                                                         |
| Anton Geesink   | open (m)   | Goud        | voorronde versloeg David Petherbridge Groot-Brittannië versloeg Akio Kaminaga Japan HF: versloeg Theodore Boronovskis Australië finale: versloeg Akio Kaminaga Japan |

### Kanovaren
| Olympiër                                                       | Discipline    | Resultaat | Prestatie                                                                                    |
| -------------------------------------------------------------- | ------------- | --------- | -------------------------------------------------------------------------------------------- |
| Anton Geurts                                                   | K-1 1000m (m) | 6e        | serie: 4.10,68 (4e tijd) Herkansing: 4.45,53 (2e tijd) HF: 4.05,27 (2e tijd) finale: 4.04,48 |
| Anton Geurts Paulus Hoekstra                                   | K-2 1000m (m) | Zilver    | serie: 3.40,67 (2e tijd) HF: 3.49,41 (1e tijd) finale: 3.39,30                               |
| Paulus Hoekstra Theo van Halteren Chick Weijzen Jan Wittenberg | K-4 1000m (m) | 7e        | serie: 3.21,15 (4e tijd) herkansing: 3.21,04 (1e tijd) HF: 3.25,53 (3e tijd) finale: 3.19,36 |

### Roeien
| Olympiër                                                                                 | Discipline               | Resultaat | Prestatie                                                                          |
| ---------------------------------------------------------------------------------------- | ------------------------ | --------- | ---------------------------------------------------------------------------------- |
| Rob Groen                                                                                | skiff (m)                | 7e        | serie: 7.48,74 (2e tijd) herkansing: 7.50,78 (2e tijd) B-finale: 7.17,50 (1e tijd) |
| Max Alwin Peter Bots                                                                     | dubbeltwee (m)           | 8e        | serie: 7.07,52 (2e tijd) herkansing: 6.56,59 (3e tijd) B-finale: 6.47,07 (2e tijd) |
| Steven Blaisse Ernst Veenemans                                                           | twee zonder stuurman (m) | Zilver    | serie: 7.21,03 (1e tijd) finale: 7.33,40                                           |
| Erik Hartsuiker Herman Rouwé Jan Just Bos                                                | twee met stuurman (m)    | Brons     | serie: 7.56,80 (2e tijd) herkansing: 7.28,58 (1e tijd) finale: 8.23,42             |
| Herman Boelen Sipke Castelein Jim Enters Sjoerd Wartena                                  | vier zonder stuurman (m) | 4e        | serie: 7.01,51 (3e tijd) herkansing: 6.29,42 (1e tijd) finale: 7.09,98             |
| Bobbie van de Graaf Freek van de Graaff Jan van de Graaff Lex Mullink Marius Klumperbeek | vier met stuurman (m)    | Brons     | serie: 6.48,72 (2e tijd) herkansing: 7.04,85 (1e tijd) finale: 7.06,46             |

### Schietsport
| Olympiër            | Discipline                                     | Resultaat | Prestatie |
| ------------------- | ---------------------------------------------- | --------- | --- |
| Johan van Domselaar | klein kaliber geweer op 50 meter drie posities | 40e       | liggend: 396 punten geknield: 368 punten staand: 334 punten totaal: 1098 punten                                                       |
| Johan van Domselaar | kleinkalibergeweer 50 m liggend                | 14e       | serie 1: 97 punten serie 2: 97 punten serie 3: 99 punten serie 4: 100 punten serie 5: 99 punten serie 6: 99 punten totaal: 591 punten |

### Volleybal
| Olympiër | Discipline | Resultaat | Prestatie |
| --- | ---------- | --------- | --- |
| Frank Constandse Jacques Ewalds Ron Groenhuyzen Johannes van der Hoek Jurjaan Koolen Jaap Korsloot Jan Oosterbaan Dinco van der Stoep Piet Swieter Joop Tinkhof Jacques de Vink Hans van Wijnen | mannen     | 8e        | groepsfase 0-3 Nederland - Verenigde Staten 0-3 Nederland - Sovjet-Unie 3-2 Nederland - Brazilië 0-3 Nederland - Roemenië 2-3 Nederland - Bulgarije 3-1 Nederland - Zuid-Korea 1-3 Nederland - Hongarije 1-3 Nederland - Tsjecho-Slowakije 2-3 Nederland - Japan |

### Waterpolo
| Olympiër | Discipline | Resultaat | Prestatie |
| --- | ---------- | --------- | --- |
| Jan Bultman Fred van Dorp Henk Hermsen Ben Kniest Bram Leenards Hans Muller Wim van Spingelen Nico van der Voet Harry Vriend Wim Vriend Gerrit Wormgoor | mannen     | 8e        | voorronde 3-2 Nederland - Brazilië 2-7 Nederland - Joegoslavië 6-4 Nederland - Verenigde Staten halve finale groep 7-5 Nederland - België 5-6 Nederland - Hongarije resultaat tegen Joegoslavië meegenomen Klassificatieronde plaats 5/8 4-5 Nederland - Duits eenheidsteam 1-6 Nederland - Roemenië resultaat tegen België meegenomen |

### Wielersport
| Olympiër                                               | Discipline                | Resultaat  | Prestatie |
| ------------------------------------------------------ | ------------------------- | ---------- | --- |
| Piet van der Touw                                      | 1000m tijdrit (m)         | 4e         | 1.10,68 |
| Piet van der Touw                                      | sprint (m)                | herkansing | 1/16F: verloor van Valery Khitrov Sovjet-Unie herkansing ronde 1: versloeg Eduardo Bustos Colombia herkansing finale: verloor van Peder Pedersen Denemarken |
| Aad de Graaf                                           | sprint (m)                | herkansing | 1/16F: verloor van Valery Khitrov Sovjet-Unie & Christopher Church Groot-Brittannië herkansing ronde 1: versloeg Suchha Singh India herkansing finale: verloor van Roger Gibbon Trinidad en Tobago |
| Aad de Graaf Piet van der Touw                         | tandem (m)                | 4e         | 1/8F: versloegen Karl Barton & Christopher Church Groot-Brittannië Jack Disney & Tim Mountford Verenigde Staten KF: versloegen Karel Paar & Karel Stark Tsjecho-Slowakije HF: verloren Imant Bodniex & Victor Logunov Sovjet-Unie om brons: verloren Willi Fuggerer &Klaus Kobusch Duits eenheidsteam |
| Tiemen Groen                                           | achtervolging (m)         | 4e         | kwalificatie: 4.57,48 (1e tijd) KF: versloeg Stanislav Moskvin Sovjet-Unie HF: verloor van Giorgio Ursi Italië verloor van Preben Isaksson Denemarken |
| Cor Schuuring Henk Cornelisse Gerard Koel Jaap Oudkerk | ploegenachtervolging (m)  | Brons      | kwalifciatie: 4.45,33 (6e tijd) KF: versloegen Sovjet-Unie HF: verloren van Italië om brons: versloegen Australië |
|                                                        |                           |            | |
| Gerben Karstens                                        | wegwedstrijd (m)          | 27e        | 4:39.51,74 |
| Jan Pieterse                                           | wegwedstrijd (m)          | 42e        | 4:39.51,77 |
| Henri Steevens                                         | wegwedstrijd (m)          | 39e        | 4:39.51,76 |
| Bart Zoet                                              | wegwedstrijd (m)          | 20e        | 4:39.51,74 |
| Evert Dolman Gerben Karstens Jan Pieterse Bart Zoet    | 100 km ploegentijdrit (m) | Goud       | 2:26.31,19 |

### Zeilen
| Olympiër                                       | Discipline      | Resultaat | Prestatie |
| ---------------------------------------------- | --------------- | --------- | --- |
| Hans Willems                                   | Finn            | 16e       | 1017 punten (4e), 506 punten (13e) 415 punten (16e) 473 punten (14e) 258 punten (23e) 364 punten (18) 506 punten (13e) 3281 punten |
| Ben Verhagen Nico de Jong                      | Flying Dutchman | 6e        | 247 punten (15e) 946 punten (3e) 520 punten (8e) 382 punten (11e) 724 punten (5e) 1122 punten(2e) 4214 punten                      |
| Wim van Duyl Jan Marinus Jongkind Dick Wayboer | Drakenklasse    | 13e       | 384 punten (12e) 141 punten (21e) 560 punten (8e) 764 punten (5e) 861 punten (4e) 101 punten (DNF) 508 punten (9e) 3218 punten     |

### Zwemmen
| Olympiër                                                                | Discipline        | Resultaat | Prestatie                               |
| ----------------------------------------------------------------------- | ----------------- | --------- | --------------------------------------- |
| Vinus van Baalen                                                        | 100m vrij (m)     | serie     | serie: 56,8                             |
| Ron Kroon                                                               | 100m vrij (m)     | 13e       | serie: 55,5 HF: 55,7                    |
| Bert Sitters                                                            | 100m vrij (m)     | serie     | serie:58,1                              |
| Johan Bontekoe                                                          | 400m vrij (m)     | serie     | serie: 4.26,6                           |
| Aad Oudt                                                                | 400m vrij (m)     | serie     | serie: 4.46,5                           |
| Henri van Osch                                                          | 200m rug (m)      | 14e       | serie: 2.19,1 HF: 2.19,7                |
| Jan Weeteling                                                           | 200m rug (m)      | serie     | serie: 2.20,4                           |
| Hemmie Vriens                                                           | 200m school (m)   | serie     | serie: 2.40,8                           |
| Wieger Mensonides                                                       | 200m school (m)   | serie     | serie: 2.47,4                           |
| Dick Langerhorst                                                        | 200m vlinder (m)  | serie     | serie: 2.22,5                           |
| Jan Jiskoot                                                             | 400m wissel (m)   | 6e        | serie: 5.04,4 finale: 5.01,9            |
| Ron Kroon Jan Jiskoot Vinus van Baalen Johan Bontekoe                   | 4x100m vrij (m)   | 10e       | serie: 3.43,8                           |
| Johan Bontekoe Jan Jiskoot Ron Kroon Bert Sitters                       | 4x200m vrij (m)   | 12e       | serie: 8.27,7                           |
| Jan Weeteling Hemmie Vriens Jan Jiskoot Ron Kroon                       | 4x100m wissel (m) | 9e        | serie: 4.12,6                           |
|                                                                         |                   |           |                                         |
| Toos Beumer                                                             | 100m vrij (v)     | serie     | serie: 1.05,2                           |
| Erica Terpstra                                                          | 100m vrij (v)     | 4e        | serie: l.02,5 HF: 1.02,3 finale: 1.01,8 |
| Winnie van Weerdenburg                                                  | 100m vrij (v)     | serie     | serie: 1.03,8                           |
| Ineke Tigelaar                                                          | 400m vrij (v)     | serie     | serie: 5.01,8                           |
| Bep Weeteling                                                           | 400m vrij (v)     | serie     | serie: 5.13,0                           |
| Bep Weeteling                                                           | 100m rug (v)      | serie     | serie: 1.13,1                           |
| Klenie Bimolt                                                           | 200m school (v)   | 7e        | serie: 2.50,7 finale: 2.51,3            |
| Gretta Kok                                                              | 200m school (v)   | serie     | serie: 2.55,4                           |
| Truus Looijs                                                            | 200m school (v)   | serie     | serie: 2.54,5                           |
| Ria van Velsen                                                          | 100m rug (v)      | serie     | serie: 1.12,2                           |
| Korrie Winkel                                                           | 100m rug (v)      | serie     | serie: 1.11,6                           |
| Ada Kok                                                                 | 100m vlinder (v)  | Zilver    | serie: 1.07,8 HF: 1.05,9 finale: 1.05,6 |
| Adrie Lasterie                                                          | 100m vlinder (v)  | serie     | serie: 1.11,2                           |
| Adrie Lasterie                                                          | 400m wissel (v)   | serie     | serie: 5.41,3                           |
| Marianne Heemskerk                                                      | 400m wissel (v)   | serie     | serie: 5.38,6                           |
| Betty Heukels                                                           | 400m wissel (v)   | 6e        | serie: 5.32,4 finale: 5.30,3            |
| Pauline van der Wildt Toos Beumer Winnie van Weerdenburg Erica Terpstra | 4x100m vrij (v)   | Brons     | serie: 4.14,8 finale: 4.12,0            |
| Korrie Winkel Klenie Bimolt Ada Kok Erica Terpstra                      | 4x100m wissel (v) | Zilver    | serie: 4.44,1 finale: 4.37,0            |